# Ам ехад
Ам ехад (івр. עם אחד, «Один народ») — колишня соціал-демократична політична партія в Ізраїлі. Це був більш соціалістичний відкол від лейбористів, який очолив Амір Перец, колишній голова Гістадруту, ізраїльської федерації профспілок. «Ам ехад» отримав два місця на виборах до Кнесету в 1999 році
 і три місця в 2003 році. У 2005 році «Ам ехад» знову об'єдналася з лейбористами, депутат Давід Таль створив власну фракцію, але пізніше приєднався до партії «Кадіма».